# Allium autumnale
Allium autumnale là một loài thực vật có hoa trong họ Amaryllidaceae. Loài này được P.H.Davis mô tả khoa học đầu tiên năm 1949.